# Агрегат грохотильно-дробильний
Агрегат грохотильно-дробильний (рос. агрегат грохотильно-дробильный, англ. portable aggregate plant, portable crushing plant; нім. Brech- und Siebanlage f) — сукупність кінематично і конструктивно об'єднаних і взаємопов’язаних машин і механізмів, призначених для первинної обробки видобутої корисної копалини — підготовчих операцій грохочення-дроблення. Складається з бункера-дозатора, машин для грохочення і дроблення (грохоти, дробарки), конвеєрів, живильників, стаціонарної або рухомої бази на гусеничному, крокуючому або пневмоколісному ходу. А.г.-д. належить головним чином до кар’єрної техніки.
При розробці пухких і різнорідних порід, коли вихід негабариту не перевищує 3-5%, грохотильні агрегати являють собою бункери-дозатори з нерухомими (горизонтальними або похилими) або приводними грохотами. Нерухомі грохоти колосникового типу мають щілини шириною до 300-350 мм. Продуктивність пересувних бункерів-дозаторів, з приводний хитними або вібраційними грохотами досягає 1000 т/год. Надрешітний продукт з горизонтальних грохотів періодично скидається ковшем екскаватора, а з похилих грохотів надходить на підошву уступу або в автосамоскиди. При вмісті негабариту понад 3-5 % доцільно застосовувати вибійні пересувні або самохідні дробильні агрегати.
Розрізняють
- власне дробильні агрегати (вся гірська маса проходить через дробарку),
- грохотильно-дробильні (дробляться тільки негабаритні шматки, а підрешітний продукт грохочення надходить на конвеєр) і дробильно-сортувальні, що дозволяють отримати два і більше класів крупності.

Грохотильно-дробильні агрегати застосовують при розробці пухких і піщано-гравійно-валунних порід. Сучасні дробильні агрегати на гусеничному, крокуючому або пневмоколісному ходу оснащені роторними або щоковими дробарками, бункерами-дозаторами з пластинчатими живильниками, поворотними консольними розвантажувальними конвеєрами. 